# AC Возничего
AC Возничего (лат. AC Aurigae) — одиночная переменная звезда в созвездии Возничего на расстоянии (вычисленном из значения параллакса) приблизительно 4715 световых лет (около 1446 парсеков) от Солнца. Видимая звёздная величина звезды — от +15m до +8,5m.

## Характеристики
AC Возничего — красная пульсирующая переменная звезда, мирида (M) спектрального класса M5e. Эффективная температура — около 3291 К.